# Фармакофор
Фармакофо́р (от др.-греч. φάρμακον «лекарство» и φορός «несущий») — это набор пространственных и электронных признаков, необходимых для обеспечения оптимальных супрамолекулярных взаимодействий с определённой биологической мишенью, которые могут вызывать (или блокировать) её биологический ответ. Модель фармакофора позволяет объяснить, за счёт чего структурно разнородные лиганды взаимодействуют с одними и теми же сайтами рецепторов.
Под фармакофорными признаками (элементами) обычно понимаются фармакофорные центры и их взаимное расположение в пространстве, необходимые для проявления данного типа биологической активности. Типичными фармакофорными центрами при этом являются гидрофобные области, ароматические циклы, доноры и акцепторы водородной связи, анионные и катионные центры. Для более детального описания фармакофора часто используют гидрофобные и исключённые объёмы, а также допустимые интервалы пространственной ориентации векторов водородных связей и плоскостей ароматических колец.

## История концепции фармакофора
Первый фармакофор был построен Монти Киром в 1967 году, а сам термин был им предложен в 1971. Часто этот термин ошибочно приписывают Паулю Эрлиху, однако ни в обычно предлагаемом источнике, ни в других его работах данная концепция не упоминается и не используется.

## Использование
Фармакофорный поиск широко используется при виртуальном скрининге библиотек химических соединений, особенно в ситуациях, когда строение биологической мишени неизвестно или сама мишень не определена. При фармакофорном поиске проводится поиск соответствия между описанием фармакофора и характеристиками молекул из базы данных, находящихся в допустимых конформациях.

## Программное обеспечение для моделирования фармакофоров
- Discovery Studio  (недоступная ссылка с 13-05-2013 [4303 дня] — история) — от Accelrys
- LigandScout (external link) — от Inte: ligand
- Phase — от Schroedinger
- MOE  (недоступная ссылка с 13-05-2013 [4303 дня] — история) — от Chemical Computing Group
- ICM Pro (https://web.archive.org/web/20090302185720/http://www.molsoft.com/gui/ph4.html)
- DISCOtech (http://www.tripos.com/index.php?family=modules,SimplePage,,,&page=sybyl_discotech)
- PharmaGist (http://bioinfo3d.cs.tau.ac.il/PharmaGist/)